# St. Vitus (Reistingen)

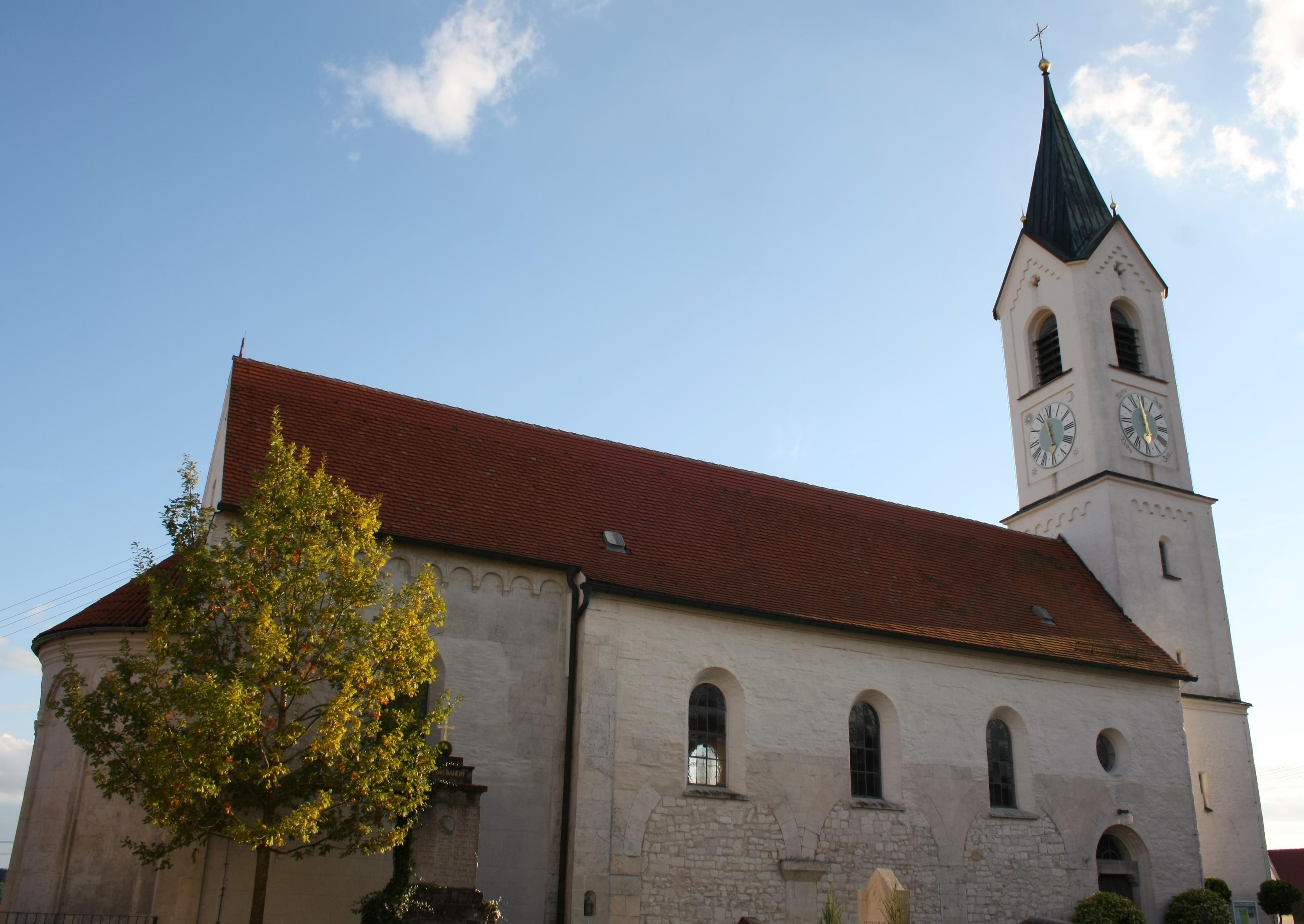
Katholische Pfarrkirche St. Vitus, Ansicht von Norden

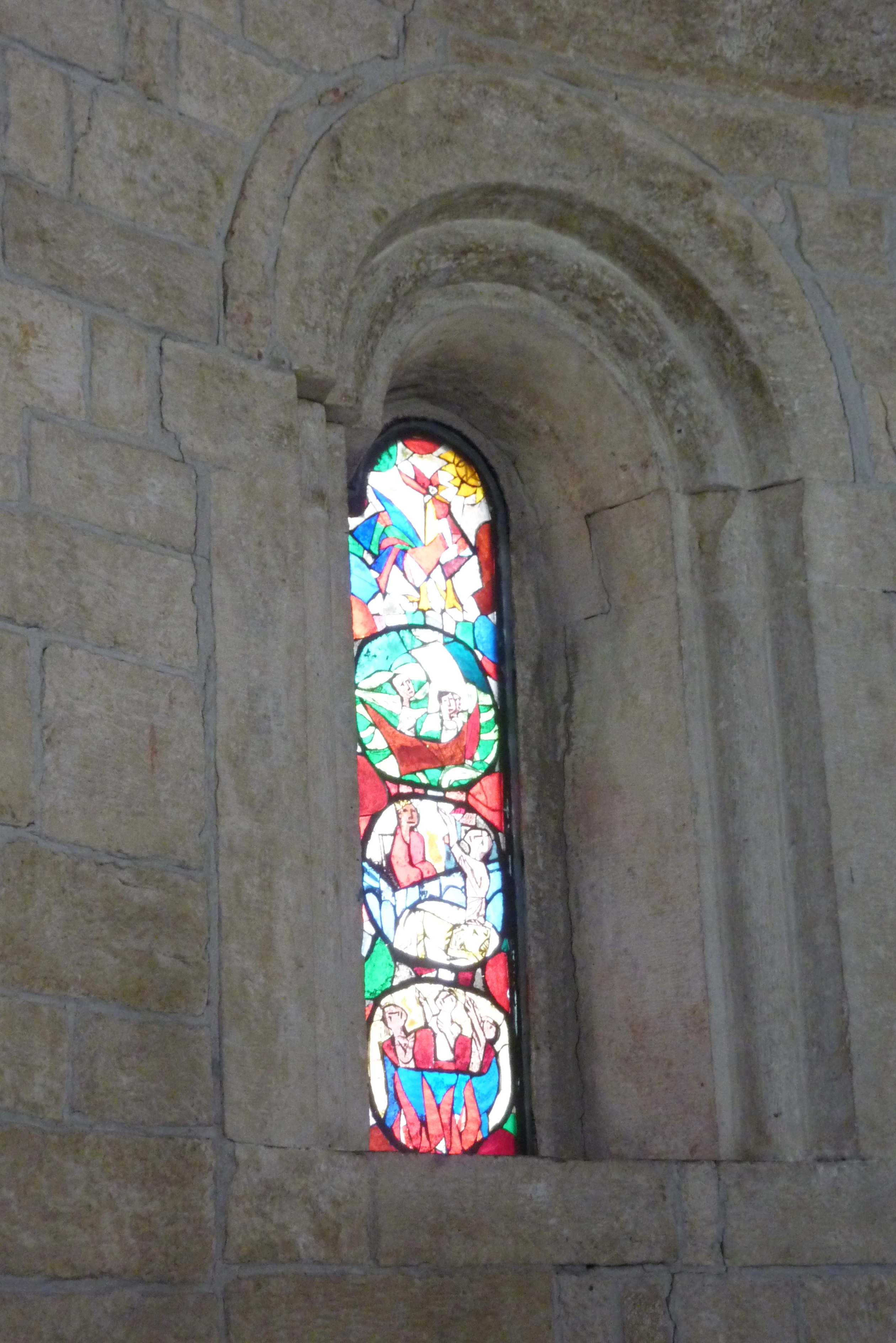
Romanisches Apsisfenster mit moderner Verglasung

Die römisch-katholische Pfarrkirche St. Vitus in Reistingen, einem Gemeindeteil von Ziertheim im Landkreis Dillingen an der Donau im bayerischen Regierungsbezirk Schwaben, geht auf das 12. Jahrhundert zurück und war ursprünglich als Klosterkirche des Klosters Reistingen errichtet worden. In der heutigen Kirche sind noch Teile des romanischen Vorgängerbaus sichtbar.

## Geschichte
Reistingen wurde erstmals 1164 erwähnt. Damals stiftete Adilbert II., ein Sohn des Grafen von Kyburg-Dillingen, ein Benediktinerinnenkloster, das kurze Zeit später in ein weltliches Damenstift umgewandelt wurde. 1450 wurde das Stift aufgelöst und seine Besitzungen wurden dem Hochstift Augsburg einverleibt, zu dem es bis 1803 gehörte.
Die Kirche war ursprünglich eine dreischiffige Basilika. Bei der Instandsetzung nach den Beschädigungen während des Dreißigjährigen Krieges wurden die beiden Seitenschiffe abgebrochen und die Mittelschiffarkaden zugemauert. Diese Arkaden sind heute an der Nordwand noch erkennbar. Die südliche Langhauswand wurde aufgrund von Setzungsrissen 1846 abgebrochen. Beim Wiederaufbau wurde das Abbruchmaterial wiederverwendet. Zur gleichen Zeit wurde der alte Turm abgerissen und der heutige an die Westfassade angebaut. Der ursprüngliche Turm stand an der Südseite, an der Stelle der 1903 bis 1906 errichteten Sakristei.
Schutzheiliger der ehemaligen Stifts- und Pfarrkirche war zunächst der Apostel Petrus. Der heilige Vitus wurde als Mitpatron verehrt. 1760 schenkte der Pfarrer von Donaualtheim der Kirche eine Reliquie des heiligen Vitus, der zu den Vierzehn Nothelfern gerechnet wird. Bei der Renovierung der Kirche 1764 wurde das Kirchenschiff von Johann Anwander mit Deckenmalereien versehen, die den heiligen Vitus als Schutzpatron der Pfarrei darstellten. Seither gilt der heilige Vitus als alleiniger Schutzpatron. Im Zuge späterer Restaurierungen wurden die Deckengemälde wieder entfernt.

## Architektur

### Außenbau
Die Kirche ist aus Bruchstein und Ziegelmauerwerk errichtet. Die Bauteile aus romanischer Zeit, der Chor und die Arkaden an der Nordwand, die ursprünglich als Mittelschiffpfeiler dienten, heben sich durch ihr Quadermauerwerk aus sorgfältig behauenen Kalksteinen ab.
Fünf Rundbogenblenden auf Lisenen mit vorgesetzten Halbsäulen und Würfelkapitellen gliedern die Apsis. Die geometrische Malerei am Gewände des Apsisfensters wird der Entstehungszeit der Kirche zugeschrieben.
Für den fünfgeschossigen Turm an der Westfassade wurden Quader und Bruchstein des abgerissenen Südturmes wiederverwendet. Das dritte und vierte Geschoss ist mit einem von Ecklisenen und einem Rundbogenfries umrahmten Blendfeld gestaltet. Den Turm krönt ein vierseitiger Spitzhelm über Dreiecksgiebeln.

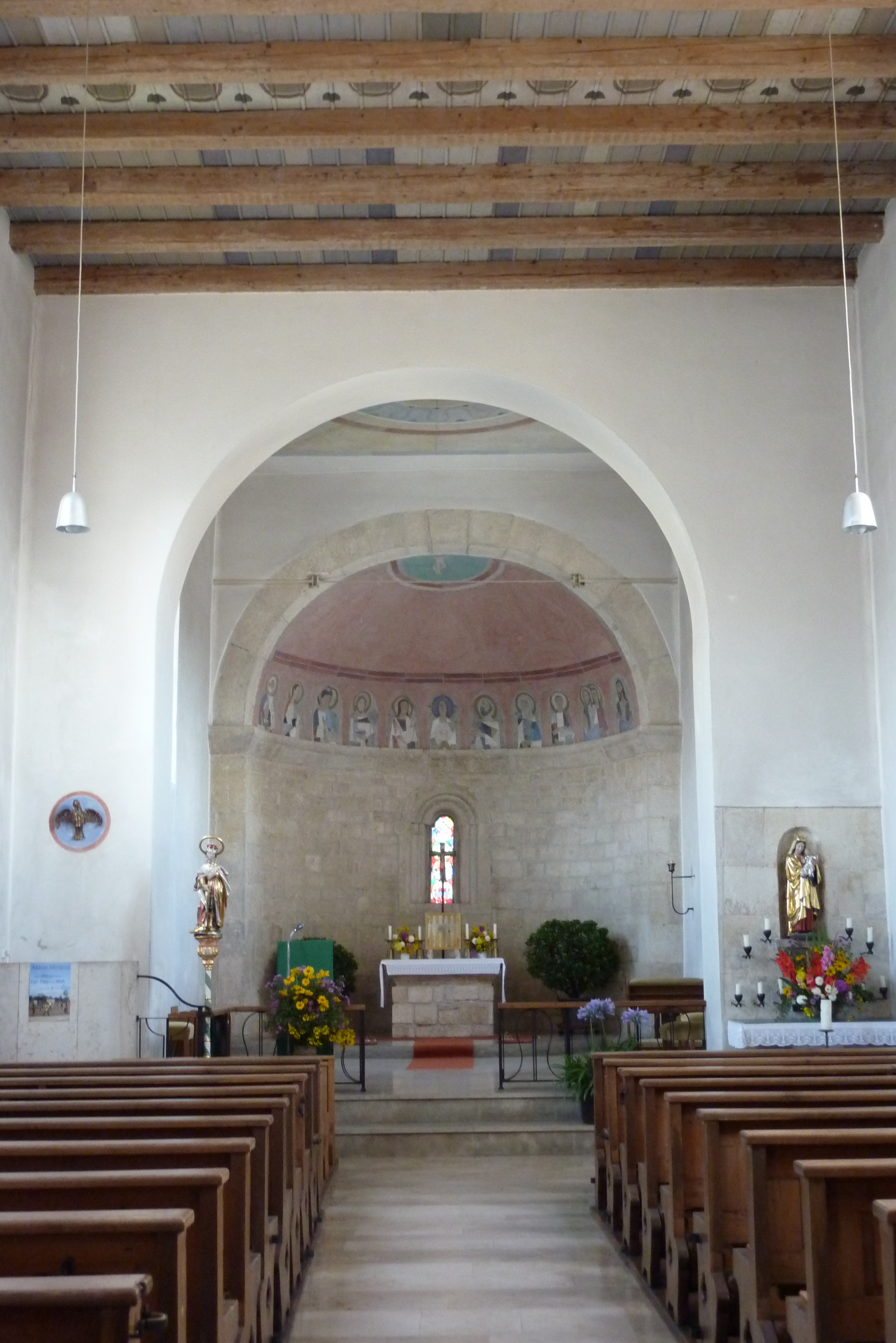
Katholische Pfarrkirche St. Vitus, Innenansicht mit Blick zum Chor

### Innenraum
Die heutige Kirche ist einschiffig und erstreckt sich über vier Joche. Das Langhaus mündet im Osten in einen leicht eingezogenen, quadratischen Chor mit halbrunder Apsis. Langhaus und Chor haben eine Flachdecke, die Apsis wird von einer Halbkuppel überspannt. In der Apsis hat sich ein schmales, mit Rundstab verziertes Archivoltenfenster von der romanischen Vorgängerkirche erhalten.

## Ausstattung
Die ältesten Holzskulpturen sind die Figuren des heiligen Konstantin und der heiligen Helena, beide von Johann Baptist Libigo um 1680/90 geschaffen. Die Skulptur des als König dargestellten Schutzpatrons, des heiligen Vitus oder Veit, stammt aus der ersten Hälfte des 18. Jahrhunderts. Die Figuren des heiligen Sebastian und des heiligen Antonius werden um 1720 datiert, die Figur des heiligen Wendelin um 1780.
Das Taufbecken, eine Kalksteinschale auf Balusterfuß, stammt von 1830.
Die Fresken in der Apsis wurden 1954 von Franz Nagel ausgeführt.